# 1268

## Родени
- Филип IV, Крал на Франция

## Починали
- 29 ноември – Във Витембро умира папа Климент IV.